# 深圳市
- 深圳市
- 深セン市

深圳市（しんせんし、シェンチェンし、中国語: 深圳市、拼音: Shēnzhèn、英語: Shenzhen）は、中華人民共和国の広東省に位置する副省級市。「圳」がJIS第1第2水準漢字ではないため、日本では「深セン」と表記されることもある。市域人口は約1766万人（2022年）。面積は約1953平方キロメートルで、日本の大阪府に相当する。北から時計回りに、東莞市、恵州市、香港特別行政区、（珠江デルタを挟んで）珠海市、中山市、広州市と隣接する。

## 概要
深圳市は中国屈指の世界都市であり、金融センターとして重要な機能を果たしている。香港の新界と接し、経済特区に指定されている。北京市、上海市、広州市と共に、中国本土の4大都市と称される「北上広深」の一つであり、「一線都市」に分類されている。2017年に域内GDPは広州市を超え、人口約1800万人（2020年）を抱える珠江デルタにおいて経済・金融・技術の中心的都市となっている。アメリカのシンクタンクが2020年に発表した総合的な世界都市ランキングにおいて、世界75位の都市と評価された。中国本土では北京市、上海市、広州市に次ぐ4位である。
住民構成の特徴としては移民都市であることがあげられる。元来は宝安県として一集落に過ぎなかったものが、改革開放経済の過程で外部より労働人口が流入して都市が形成され、広東省でありながら広東語が使われる比率が極めて低い地域となっている。元来の地元民はおもに農業・漁業に従事する。地元民は香港の新界地域と同じく、大きく客家語を話す客家と広東語を話す囲頭人の2つのグループに分ける。客家は主に北東部の竜崗区と宝安区の東部、福田区の北部、南山区の北部などの丘陵区域に分布し、囲頭人は主に羅湖区、福田区の中南部、南山区の中南部、宝安区の中西部などの平原地域に居住する。
現代の深圳市は中国屈指の近代都市として存在感を高めている。深圳市には超高層ビルが343棟あり、アジアでも香港・上海・東京といった他の大都市に次ぐ数となっている。深圳地下鉄も急速に拡張し、1日の利用者数が512万に達する世界有数の交通網になっているほか、富裕層も多く、2020年時点で世界で8番目にビリオネアの多い都市とされている。

## 地理

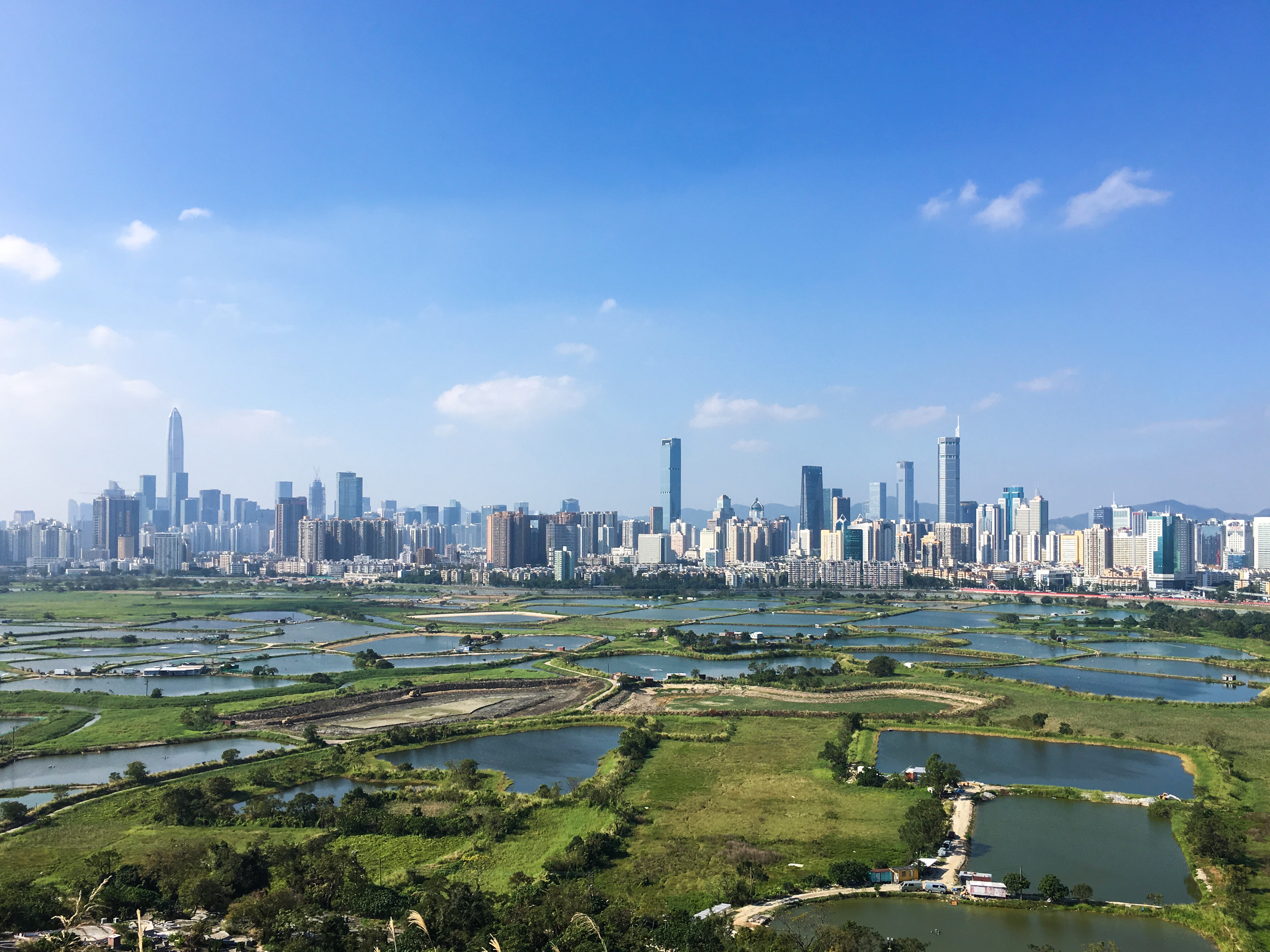
香港から見た深圳のスカイライン

### 位置
広東省の省都広州市から南東部に位置し、珠江デルタ地域に含まれる。九龍半島の西側付根部分に位置し、塩田港など巨大なコンテナ港湾を有する。北は広東省東莞市と恵州市、南は特別行政区の香港と接する。

## 気候
中国の気候区分では、亜熱帯海洋性気候に属する。年間平均気温は摂氏22.3度、過去最高気温は38.7度で、過去最低気温は0.2度であった。年間平均降水量は 1,924.7 ミリメートル。年を通じて主に南東の風向きである。

| 深圳 (1991–2020)の気候                | 深圳 (1991–2020)の気候 | 深圳 (1991–2020)の気候 | 深圳 (1991–2020)の気候 | 深圳 (1991–2020)の気候 | 深圳 (1991–2020)の気候 | 深圳 (1991–2020)の気候 | 深圳 (1991–2020)の気候 | 深圳 (1991–2020)の気候 | 深圳 (1991–2020)の気候 | 深圳 (1991–2020)の気候 | 深圳 (1991–2020)の気候 | 深圳 (1991–2020)の気候 | 深圳 (1991–2020)の気候 |
| 月                                    | 1月                    | 2月                    | 3月                    | 4月                    | 5月                    | 6月                    | 7月                    | 8月                    | 9月                    | 10月                   | 11月                   | 12月                   | 年                     |
| ------------------------------------- | ---------------------- | ---------------------- | ---------------------- | ---------------------- | ---------------------- | ---------------------- | ---------------------- | ---------------------- | ---------------------- | ---------------------- | ---------------------- | ---------------------- | ---------------------- |
| 最高気温記録 °C （°F）                | 29.1 (84.4)            | 28.9 (84)              | 32.0 (89.6)            | 34.0 (93.2)            | 35.8 (96.4)            | 36.9 (98.4)            | 38.7 (101.7)           | 37.1 (98.8)            | 36.9 (98.4)            | 35.2 (95.4)            | 33.1 (91.6)            | 29.8 (85.6)            | 38.7 (101.7)           |
| 平均最高気温 °C （°F）                | 19.8 (67.6)            | 20.8 (69.4)            | 23.2 (73.8)            | 26.7 (80.1)            | 29.7 (85.5)            | 31.3 (88.3)            | 32.3 (90.1)            | 32.2 (90)              | 31.5 (88.7)            | 29.2 (84.6)            | 25.7 (78.3)            | 21.5 (70.7)            | 26.99 (80.59)          |
| 日平均気温 °C （°F）                  | 15.7 (60.3)            | 16.8 (62.2)            | 19.4 (66.9)            | 23.1 (73.6)            | 26.4 (79.5)            | 28.3 (82.9)            | 29.0 (84.2)            | 28.8 (83.8)            | 27.9 (82.2)            | 25.5 (77.9)            | 21.7 (71.1)            | 17.4 (63.3)            | 23.33 (73.99)          |
| 平均最低気温 °C （°F）                | 13.0 (55.4)            | 14.2 (57.6)            | 17.0 (62.6)            | 20.7 (69.3)            | 24.0 (75.2)            | 26.0 (78.8)            | 26.6 (79.9)            | 26.3 (79.3)            | 25.5 (77.9)            | 22.9 (73.2)            | 19.0 (66.2)            | 14.5 (58.1)            | 20.81 (69.46)          |
| 最低気温記録 °C （°F）                | 0.9 (33.6)             | 0.2 (32.4)             | 3.4 (38.1)             | 8.7 (47.7)             | 14.8 (58.6)            | 19.0 (66.2)            | 20.0 (68)              | 21.1 (70)              | 16.9 (62.4)            | 9.3 (48.7)             | 4.9 (40.8)             | 1.7 (35.1)             | 0.2 (32.4)             |
| 雨量 mm （inch）                      | 35.2 (1.386)           | 36.8 (1.449)           | 64.0 (2.52)            | 140.1 (5.516)          | 237.1 (9.335)          | 368.7 (14.516)         | 309.5 (12.185)         | 364.3 (14.343)         | 242.5 (9.547)          | 73.4 (2.89)            | 31.7 (1.248)           | 29.6 (1.165)           | 1,932.9 (76.1)         |
| 平均降雨日数 （≥0.1 mm）              | 5.5                    | 7.8                    | 9.9                    | 11.4                   | 14.3                   | 18.4                   | 17.2                   | 16.7                   | 13.2                   | 5.9                    | 4.6                    | 5.2                    | 130.1                  |
| % 湿度                                | 68                     | 74                     | 77                     | 79                     | 79                     | 80                     | 79                     | 79                     | 75                     | 67                     | 67                     | 64                     | 74                     |
| 平均月間日照時間                      | 137.3                  | 101.6                  | 99.7                   | 115.2                  | 153.0                  | 169.8                  | 214.8                  | 178.6                  | 170.1                  | 188.7                  | 168.8                  | 155.4                  | 1,853                  |
| 日照率                                | 40                     | 31                     | 27                     | 30                     | 37                     | 42                     | 52                     | 45                     | 47                     | 53                     | 51                     | 47                     | 41.8                   |
| 出典1：Shenzhen Meteorological Bureau |                        |                        |                        |                        |                        |                        |                        |                        |                        |                        |                        |                        |                        |
| 出典2：CMA                            |                        |                        |                        |                        |                        |                        |                        |                        |                        |                        |                        |                        |                        |

| 深圳 (1953-2007)の気候      | 深圳 (1953-2007)の気候 | 深圳 (1953-2007)の気候 | 深圳 (1953-2007)の気候 | 深圳 (1953-2007)の気候 | 深圳 (1953-2007)の気候 | 深圳 (1953-2007)の気候 | 深圳 (1953-2007)の気候 | 深圳 (1953-2007)の気候 | 深圳 (1953-2007)の気候 | 深圳 (1953-2007)の気候 | 深圳 (1953-2007)の気候 | 深圳 (1953-2007)の気候 | 深圳 (1953-2007)の気候 |
| 月                          | 1月                    | 2月                    | 3月                    | 4月                    | 5月                    | 6月                    | 7月                    | 8月                    | 9月                    | 10月                   | 11月                   | 12月                   | 年                     |
| --------------------------- | ---------------------- | ---------------------- | ---------------------- | ---------------------- | ---------------------- | ---------------------- | ---------------------- | ---------------------- | ---------------------- | ---------------------- | ---------------------- | ---------------------- | ---------------------- |
| 平均最高気温 °C （°F）      | 19.6 (67.3)            | 19.8 (67.6)            | 22.6 (72.7)            | 26.2 (79.2)            | 29.5 (85.1)            | 31.0 (87.8)            | 32.2 (90)              | 31.9 (89.4)            | 31.0 (87.8)            | 28.9 (84)              | 25.2 (77.4)            | 21.5 (70.7)            | 26.62 (79.92)          |
| 平均最低気温 °C （°F）      | 11.4 (52.5)            | 12.7 (54.9)            | 15.9 (60.6)            | 19.8 (67.6)            | 23.2 (73.8)            | 25.1 (77.2)            | 25.7 (78.3)            | 25.4 (77.7)            | 24.3 (75.7)            | 21.3 (70.3)            | 17.1 (62.8)            | 13.0 (55.4)            | 19.58 (67.23)          |
| 降水量 mm （inch）          | 27.4 (1.079)           | 46.7 (1.839)           | 62.7 (2.469)           | 145.1 (5.713)          | 240.8 (9.48)           | 327.8 (12.906)         | 319.6 (12.583)         | 360.4 (14.189)         | 257.1 (10.122)         | 80.3 (3.161)           | 34.4 (1.354)           | 26.1 (1.028)           | 1,928.4 (75.923)       |
| 出典：中国気象台 2010-03-20 |                        |                        |                        |                        |                        |                        |                        |                        |                        |                        |                        |                        |                        |

### 地域

#### 行政区画
市域には以下の9市轄区がある。
- 福田区 - 市人民政府所在地
- 羅湖区
- 塩田区 - 1997年新設
- 南山区
- 宝安区 - 市北部。旧宝安県城所在
- 竜崗区 - 市東部
- 竜華区 - 2016年新設
- 坪山区 - 2016年新設
- 光明区 - 2018年新設

下の1つの新区は民政部によって承認された正式な行政区画でなく、市管轄の経済管理区である。
- 大鵬新区 - 2011年12月30日成立。行政区画では竜崗区の一部。

| 深圳市の地図                                                            |
| ----------------------------------------------------------------------- |
| 羅湖区 福田区 南山区 宝安区 竜崗区 塩田区 竜華区 坪山区 光明区 大鵬新区 |

#### 区画の変遷
この節の出典
- 1979年3月5日 - 広東省恵陽地区宝安県が地級市の深圳市に昇格。(1市)
- 1982年12月21日 - 一部が分立し、宝安県が発足。(1市1県)
- 1983年6月6日 - 羅湖区弁事処・沙頭角区弁事処・上埗区弁事処・南頭区弁事処を設置。(4弁事処1県)
- 1990年1月4日 (3区1県)
  - 羅湖区弁事処・沙頭角区弁事処が合併し、羅湖区が発足。
  - 上埗区弁事処が区制施行し、福田区となる。
  - 南頭区弁事処が区制施行し、南山区となる。
- 1992年11月11日 - 宝安県が分割され、宝安区・竜崗区が発足。宝安県は消滅。(5区)
- 1997年10月21日 - 羅湖区の一部が分立し、塩田区が発足。(6区)
- 2007年8月19日 - 宝安区の一部をもって、光明新区を設置。(6区)
- 2009年6月30日 - 竜崗区の一部をもって、坪山新区を設置。(6区)
- 2011年5月21日 - 汕尾市海豊県の一部をもって、深汕特別合作区を設置。(6区)
- 2011年12月30日 (6区)
  - 宝安区の一部をもって、竜華新区を設置。
  - 竜崗区の一部をもって、大鵬新区を設置。
- 2016年9月14日 (8区)
  - 宝安区の一部（竜華新区）が分立し、竜華区が発足。
  - 竜崗区の一部（坪山新区）が分立し、坪山区が発足。
- 2018年2月9日 - 宝安区の一部（光明新区）が分立し、光明区が発足。(9区)

## 歴史
周代までの深圳は百越部族の支族とされる南越部族の居住地であった。中国の史書に登場するのは前214年の秦代であり、嶺南地区に南海郡・桂林郡・象郡の三郡が設置された際に深圳は南海郡に区分され中原文化との交流が開始された。
現在の深圳市に相当する行政区分が史書において最初に登場する出来事は、東晋の咸和6年（331年）に設置された宝安県（現在の南山区）である。東晋はこの地に6県を設置し、それを管轄する郡として東官郡を設置し現在の深圳市・東莞市及び香港がある一帯を管轄しており、郡治が宝安県（現在の南山区）に設置された。唐の至徳2載（757年）、宝安県は東莞県と改称された。
宋代になると旧宝安県一帯は南方海上交易の拠点となり、また製塩業や米・茶葉栽培で繁栄し、元代には真珠の産地として史書に登場している。更に明代になると東莞守禦千戸所ならびに大鵬守禦千戸所が設置されると共に、1573年、旧宝安県の部分に新安県が設置され華南地区の海上交通や政治の中心となっていた。
清末になると南京条約や北京条約により、新安県の一部であった香港島及び九龍半島をイギリスが植民地とし、さらに新界も租借されるようになり新安県が分割されると同時に、新界との境界付近の深圳墟という墟市（定期市の建つ町）が香港との国境の街として栄えるようになった。深圳墟は現在の深圳中心街の東門商業区にあたる。中華民国が成立すると1913年に新安県は宝安県に改称された。
1953年、広深線の開通により、深圳地区の人口は増大し、商工業が発展していくこととなる。また同年県政府を従来の南頭より東に10キロメートルほどの深圳墟へ移動し、現在の都市構成の土台が成立している。
その後、イギリスの植民地かつ自由港であり、中国への窓口として経済的に発展していた香港と隣接する地理的重要性から1979年3月、宝安県を省轄市の深圳市に昇格させ、1980年には改革開放路線を採用した鄧小平の指示により深圳経済特区が指定されると急速に発展した。なお、1981年副省級市に昇格し、1988年省級経済管理を認められている。

## 経済

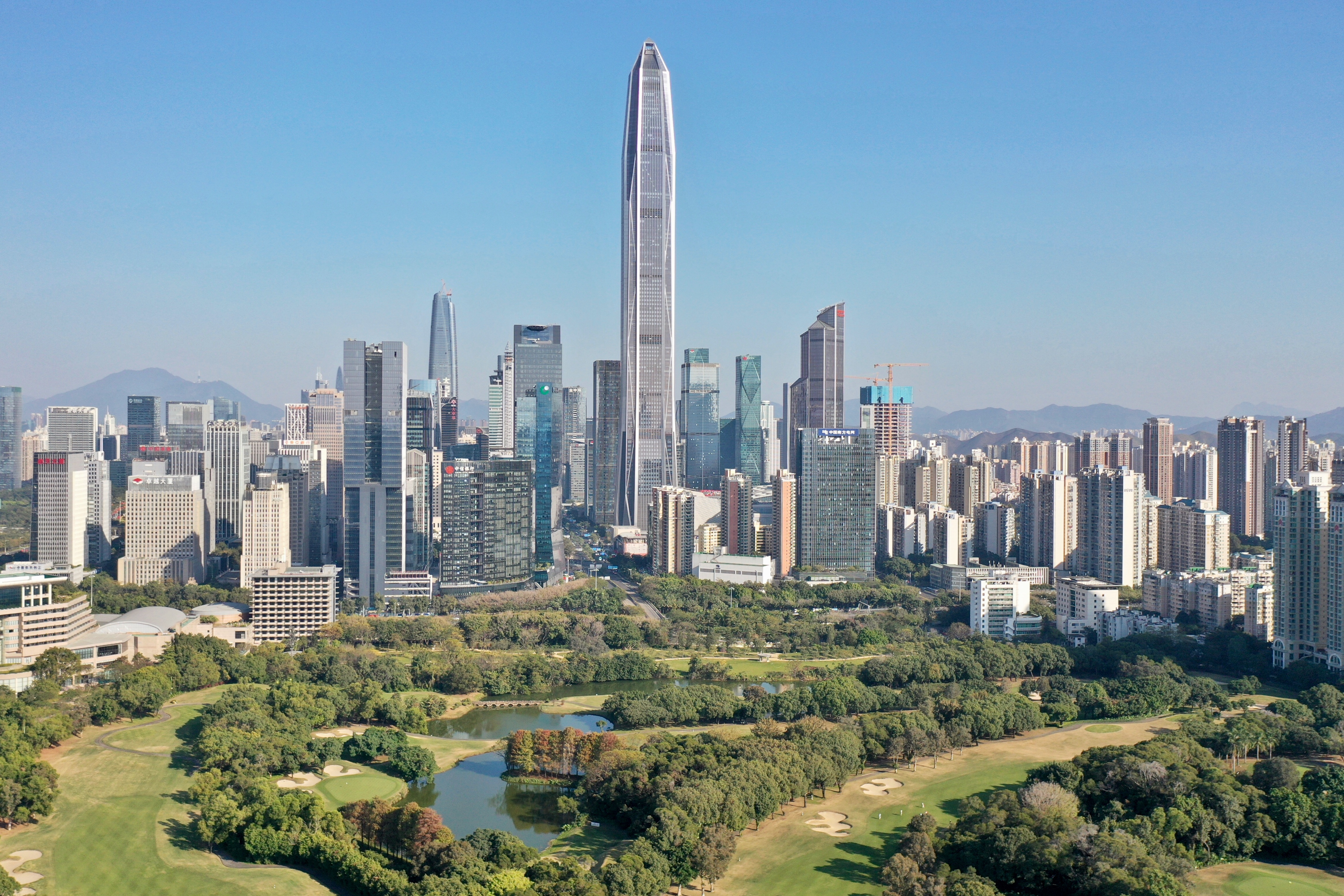
平安国際金融中心

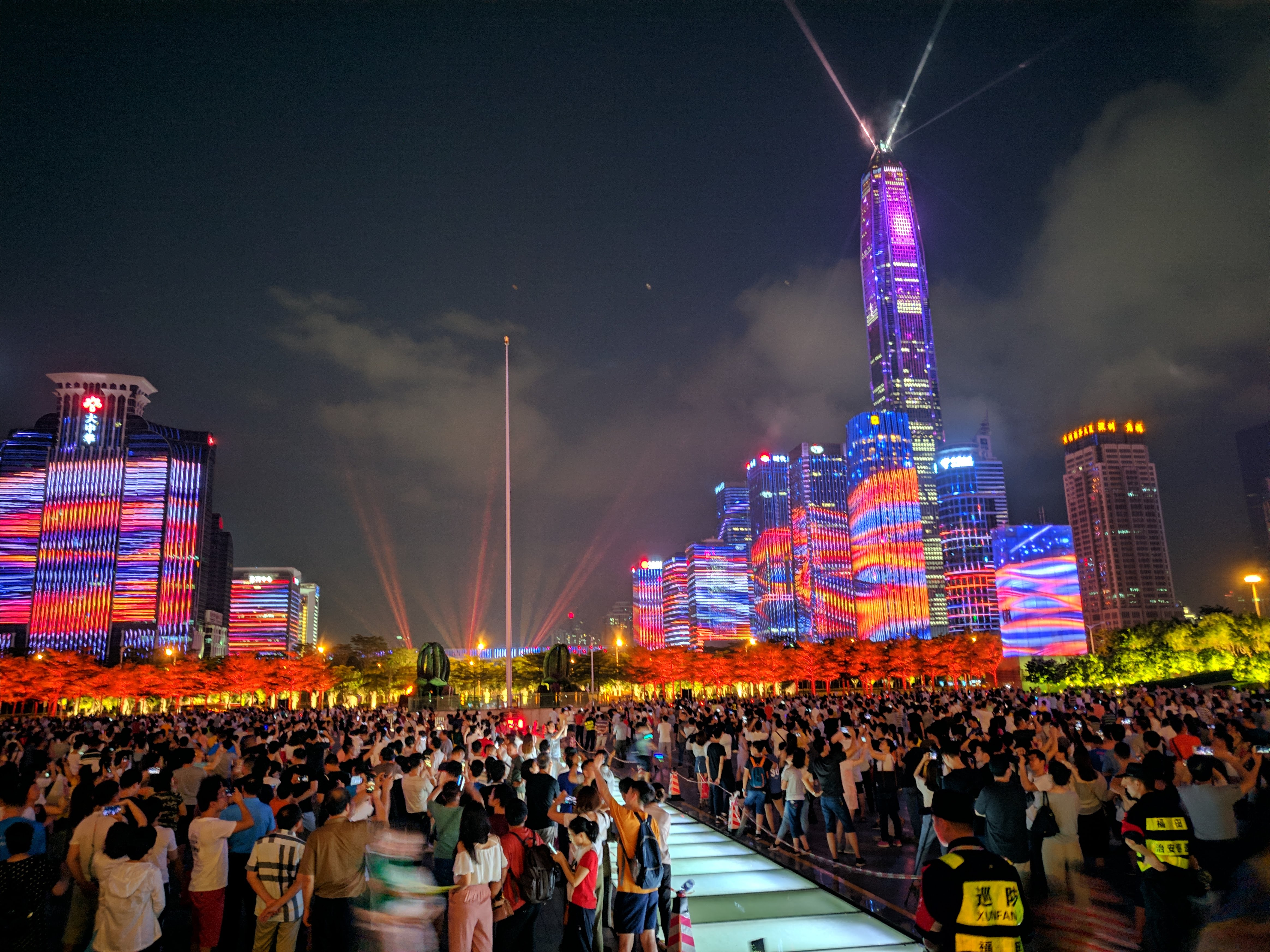
深圳市中心部の夜景

深圳市の特徴は、経済特区という地の利を活かした中国のハイテク企業の本社所在地としての役割にある。ファーウェイ、テンセント、BYD、ZTE、DJI、伝音科技など、著名な中国企業が本社を構える。また、電子機器の製造が盛んなことから「中国のシリコンバレー」「アジアのシリコンバレー」「ハードウェアのシリコンバレー」等とも呼ばれ、世界最大のEMS企業になったフォックスコンは、市内に最初の工場を設けたことで知られる。世界最大級の遺伝学研究所を擁するBGIグループなどバイオテクノロジー産業も盛んであり、深圳で起業した科学者が世界初のデザイナーベビーを発表した際は国際的な物議を醸したこともあった。深圳は世界最大級の都市圏を目指す粤港澳大湾区構想の一部でもある。このような起業、研究開発が盛んな都市はイノベーション都市ともいわれる。
- 1980年に経済特区に指定されて以来、莫大な外国投資を誘致し、製造業が発達する一方で山寨産業も同時に成長した[23]。
- 1990年には深圳証券取引所が設置され、上海証券取引所とともに外国人が投資できる株式(B株)を扱う。
- 2006年、海上コンテナ取扱量世界第4位と、急速に取扱量が増加している。2006年港湾コンテナ取扱量世界第1位はシンガポール港。日本一の港湾コンテナ取扱量の東京港は世界第23位。
- 2007年に中国の都市で初めて一人当たりGDPが1万ドルを突破した[24]。
- 2008年末、深圳に居住する香港人は6万1865人だった[25]。香港に比べると物価が若干安いため、香港住民は隣接の羅湖区へショッピングに訪れることが多い。
- 2009年には、世界都市ランキングにおいて上海市、北京市、広州市に次いで、中国第4位である。
- 2013年、輸出額（3057.2億ドル）は香港（4589.59億ドル[26]）に近く、中国本土では最も多い[27]。
- 2014年の市内総生産（GDP）は1兆6001億9800万元である[28]。深圳は香港と隣接している影響で中国国内では比較的裕福であり、一人当たりGDPが149,500元（約295万円）になったと発表した[28]。2014年には副省級以上の中国大陸の都市では最も一人当たりGDPが多かった[28]。
- 2015年の深圳の全労働者の平均給与は月当たりでは6,054元(約12万円)である[29]。また、2015年3月の最低賃金は、月2,030元(約4万円)である[30]。建設ラッシュに対して残土（工事で発生する不要な土）の処理が追いつかず、12月19日には大規模な土砂崩れが発生し、死者・行方不明者が100人を超えた事故が発生した[31]。
- 2017年に発表された新しい算出方法によって、2016年の深圳の市内総生産（GDP）は2兆78.59億人民元に至り、初めて広州市を追い抜いた。また、2022年9月発表の調査によると、世界9位の金融センターと評価されており、中国では香港、上海、北京に次ぐ4位である[32]。
- 2018年に深圳市のGDPは約2兆4422億元（約40兆3800億円）となり、香港を上回るほどの経済規模に至った。
- 2019年2月には、広東・香港・マカオベイエリア（粤港澳大湾区）発展計画の綱要を発表され、香港、マカオ、広州、深圳はベイエリアの中核として位置付けられた。

例年、深圳会展中心において中国で行われるハイテク見本市としては最大の中国国際ハイテク見本市が開催される。

### 経済特区
深圳市のうち、羅湖区、福田区、南山区、塩田区の4区、市内391.71平方キロメートルが長らく経済特区と指定されていたが、2010年7月1日には市内全域に拡大された。経済特区は中国人でも入境許可が必要な地域となっている。近年はほぼ自由な通行が行われてはいるが、国家行事が行われる場合などは検査站（新城検査站、南頭検査站、布吉検査站、梅林検査站、同楽検査站、白芒検査站、沙湾検査站、塩田検査站、背仔角検査站、渓沖検査站、南光検査站、福竜検査站）で、入境許可証や旅券の提示を求められることがある。

## 教育

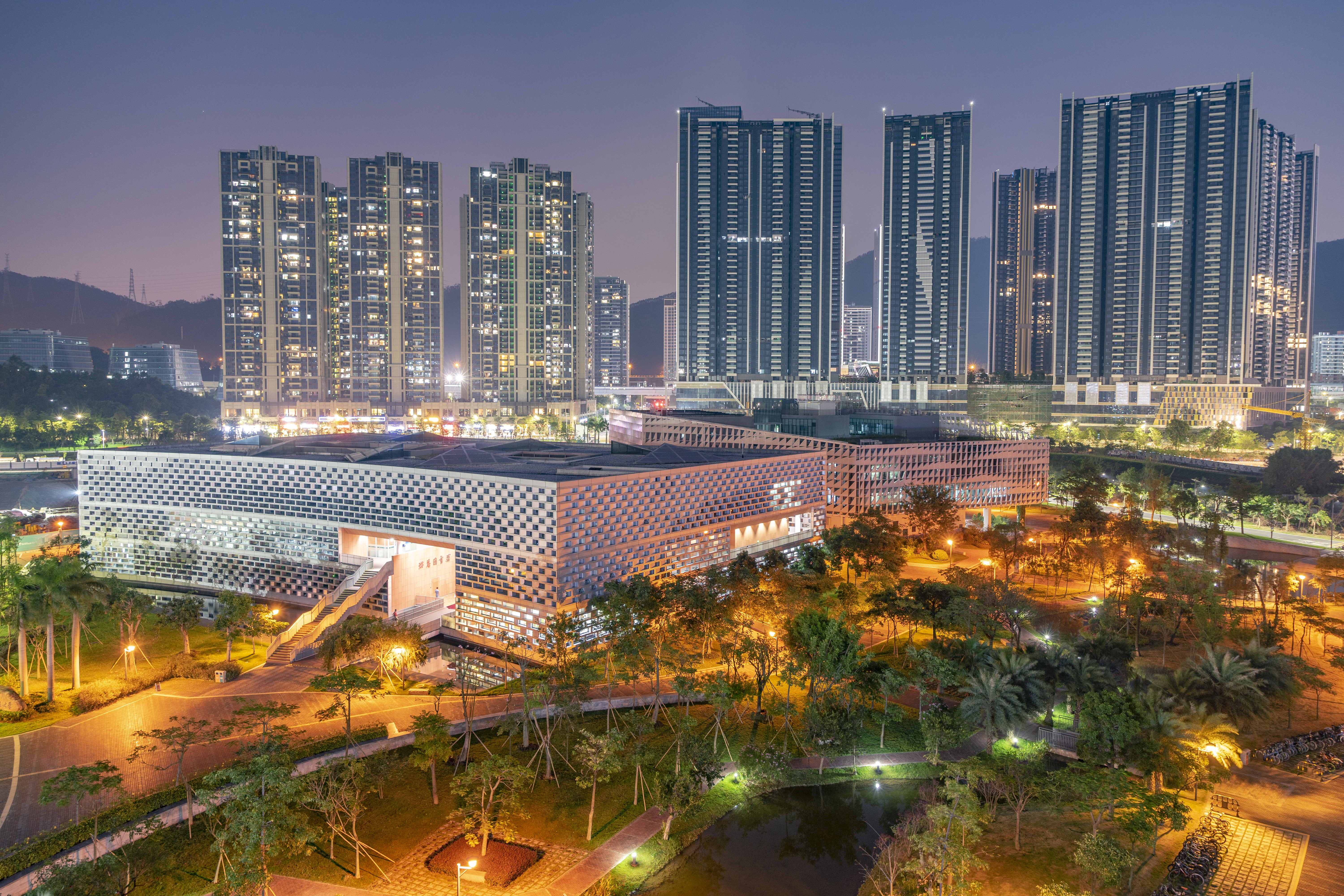
南方科技大学

- 深圳大学：1983年に設立された深圳の主要な総合大学。多くの学問分野をカバーしている。
- 南方科技大学：急速に発展している理工学の大学。2010年に設立された。
- 香港中文大学（深圳）：香港中文大学の深圳キャンパス。
- 深圳北理莫斯科大学：モスクワ大学と北京理工大学の協力により設立された。
- 中山大学深圳校区
- 曁南大学深圳校区
- ハルビン工業大学（深圳）
- 北京大学深圳研究生院
- 清華大学深圳研究生院
- 中国科学院深圳先進技術研究院
- 電子科技大学（深圳）高等研究院
- 深圳技術大学：応用科学を主体とする理工学の大学。
- 深圳理工大学
- 深圳職業技術大学
- 深圳信息職業技術学院
- 深圳中学
- 深圳外国語学校
- 深圳実験学校
- 深圳高級中学
- 紅嶺中学
- 深圳明徳実験學校

日本人学校
- 深圳日本人学校

## 交通

### 空港

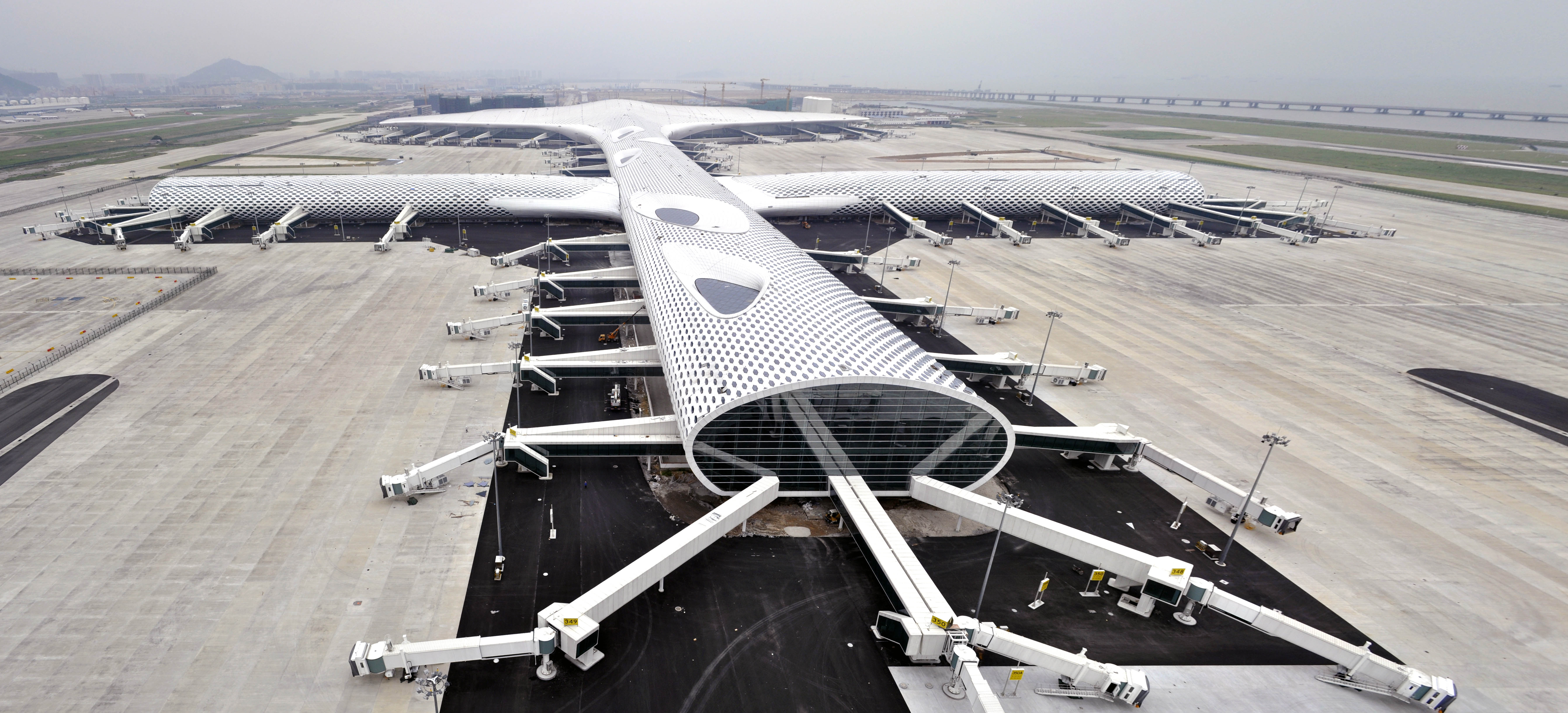
深圳宝安国際空港

空港
- 深圳宝安国際空港

### 鉄道

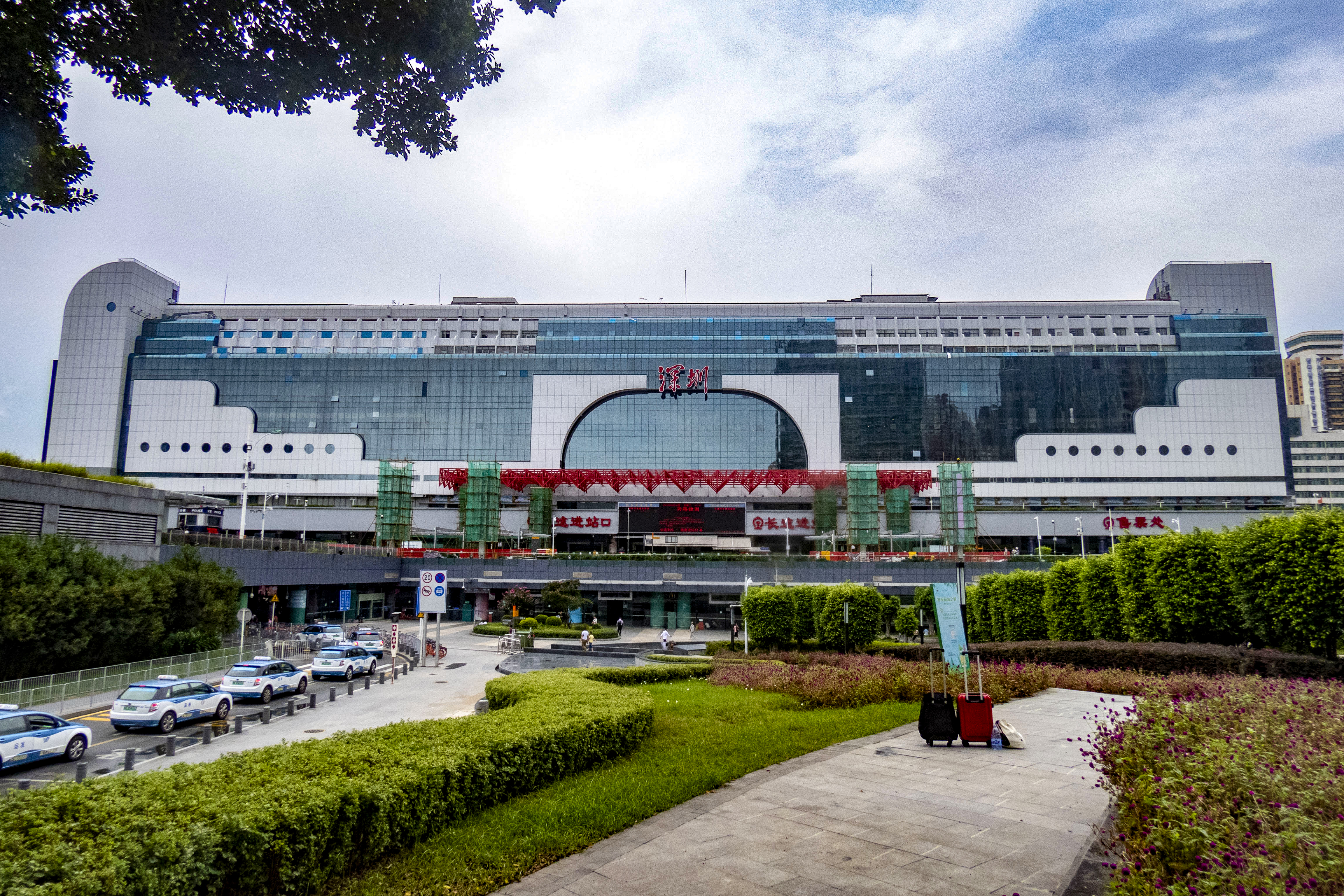
深圳駅

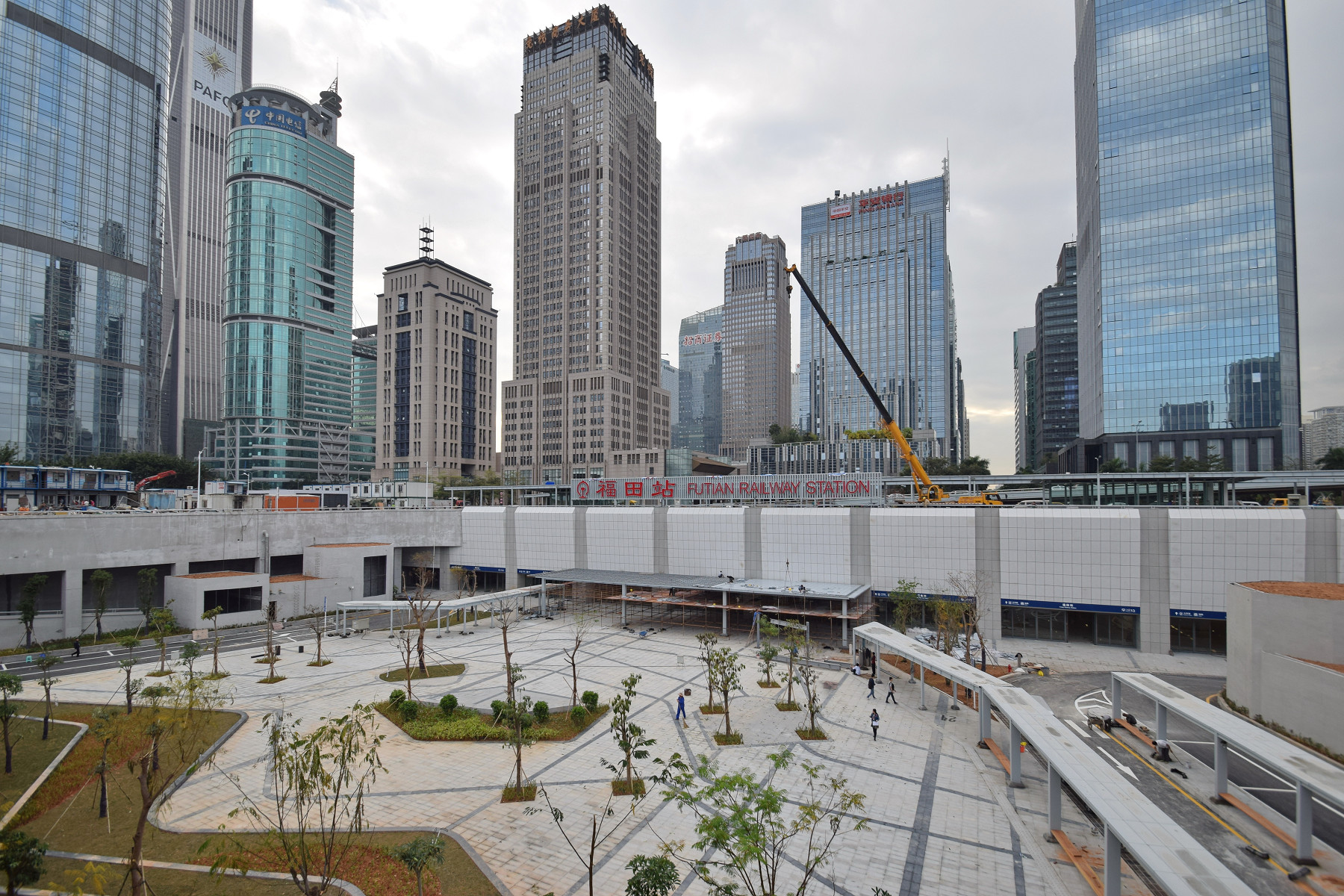
広深港高速鉄道福田駅

深圳地下鉄路線図

主な路線
- 広深港高速鉄道
- 広深線
- 廈深線
- 京九線
- 贛深旅客専用線（中国語版）
- 穂深都市間鉄道（中国語版）

地下鉄
- 深圳地下鉄
  - 深圳地下鉄1号線
  - 深圳地下鉄2号線
  - 深圳地下鉄3号線
  - 深圳地下鉄4号線
  - 深圳地下鉄5号線
  - 深圳地下鉄6号線
  - 深圳地下鉄7号線
  - 深圳地下鉄8号線
  - 深圳地下鉄9号線
  - 深圳地下鉄10号線
  - 深圳地下鉄11号線
  - 深圳地下鉄12号線
  - 深圳地下鉄16号線

モノレール
- 世界之窓モノレール
- 歓楽幹線（ハッピーライン）

路面電車
- 深圳有軌電車

### 道路
高速道路
- 広深高速道路
- 竜大高速道路
- 梅観高速道路
- 恵塩高速道路
- 深汕高速道路
- 機荷高速道路
- 塩壩高速道路
- 水官高速道路
- 清平高速道路
- 塩排高速道路
- 南光高速道路
- 莞深高速道路

### 港湾
フェリー
- TurboJET
  - 福永港からマカオへの便がある
- 蛇口招港客運
  - 蛇口港から珠海、香港、マカオへの便がある

## 観光
2019年版の旅行雑誌ロンリープラネット（lonely planet）ではTOP10に入り、ランク二位の都市となった。

### 主な観光スポット
- 錦繍中華テーマパーク
- 世界の窓テーマパーク
- シンセン博物館新館:深圳市の歴史が主に展示されている。
- 深圳歓楽谷:歴史あるテーマパーク。
- 仙湖植物園[34]:敷地が約600ヘクタールある広大な観光スポット。
- 羅湖商業城:深圳の羅湖区にあるショッピングモール。
- 蓮花山公園
- 市民中心広場（蓮花山公園の前）：不定時に、大型のLEDショーとドローン花火が公演される。[35][36]
- 大芬油画村

## 文化

### スポーツ

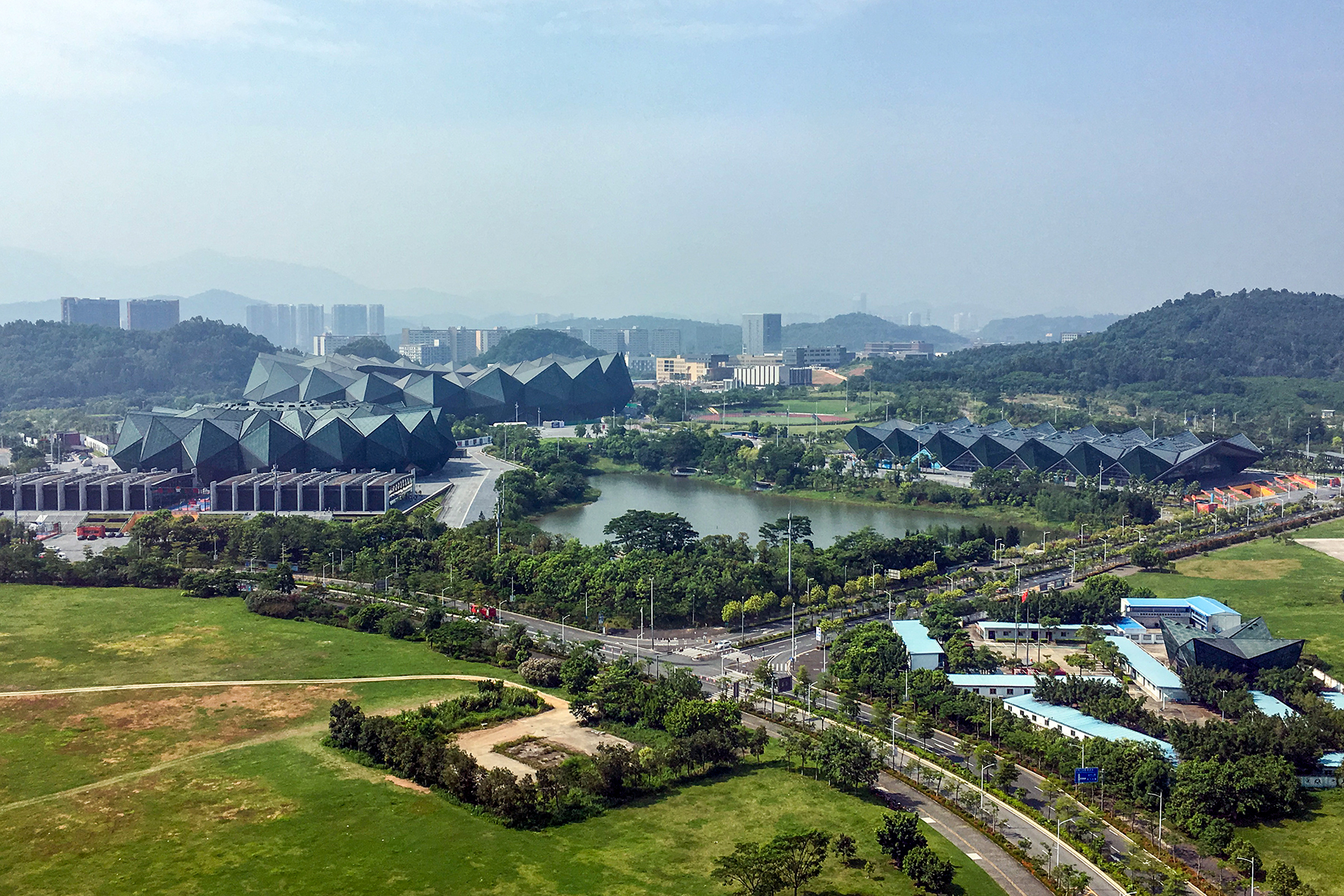
深圳世界大学生運動会体育中心

- 中国サッカー・甲級リーグのプロチーム深圳市足球倶楽部の本拠地。ホームスタジアムは深圳世界大学生運動会体育中心。
- 2011年には夏季ユニバーシアードが開催された。
- ミッションヒルズ・ゴルフクラブ - 12コース216ホールを有する世界最大のゴルフ場。2007年からオメガ・ミッションヒルズ・ワールドカップが開催されていた。
- 2019年から10年間、WTAファイナルズの開催地として行われる予定。

### 深圳を舞台とした作品

#### 映画
- 最愛の子（2014年）
- THE CROSSING〜香港と大陸をまたぐ少女〜（2018年）
- 素晴らしき眺め（2022年）

## 対外関係

### 姉妹都市・提携都市
- アメリカ テキサス州 ヒューストン - 1986年3月11日
- イタリア ロンバルディア州 ブレシア - 1991年11月12日
- オーストラリア クイーンズランド州 ブリスベン - 1992年6月22日
- ポーランド ポズナン - 1993年7月30日
- フランス ヴィエンヌ県 - 1994年10月28日
- ジャマイカ キングストン - 1995年3月5日
- トーゴ ロメ - 1996年6月7日
- ドイツ ニュルンベルク - 1997年5月27日
- ベルギー ブラバン・ワロン州 - 2003年10月12日
- 日本 つくば市 - 2004年6月9日
- 韓国 光陽市 - 2004年10月11日
- マレーシア ジョホール州 ジョホールバル - 2006年7月
- イタリア ピエモンテ州 トリノ - 2007年1月12日
- ルーマニア ティミシュ県 ティミショアラ - 2007年2月
- イギリス ロザラム - 2007年11月
- アメリカ ネバダ州 リノ - 2008年4月30日
- サモア ツアマサガ地区 アピア - 2015年8月

### 国境
- 羅湖口岸
- 福田口岸
- 皇崗口岸
- 深圳湾口岸
- 文錦渡口岸
- 沙頭角口岸
- 塩田港口岸
- 大亜湾口岸
- 蛇口口岸
- 赤湾口岸
- 媽湾口岸
- 梅沙口岸
- 宝安国際機場口岸
- 蓮塘客貨運総合口岸
- 香港西九龍口岸

## 出身・関連著名人
- 鄧小平
- 李灝
- 厲有為
- 叢飛
- 李雲迪
- 張高麗
- 咼中校
- 方放
- 胡暁梅
- 馬化騰
- 周筆暢
- 易建聯
- 文俊輝

## ギャラリー

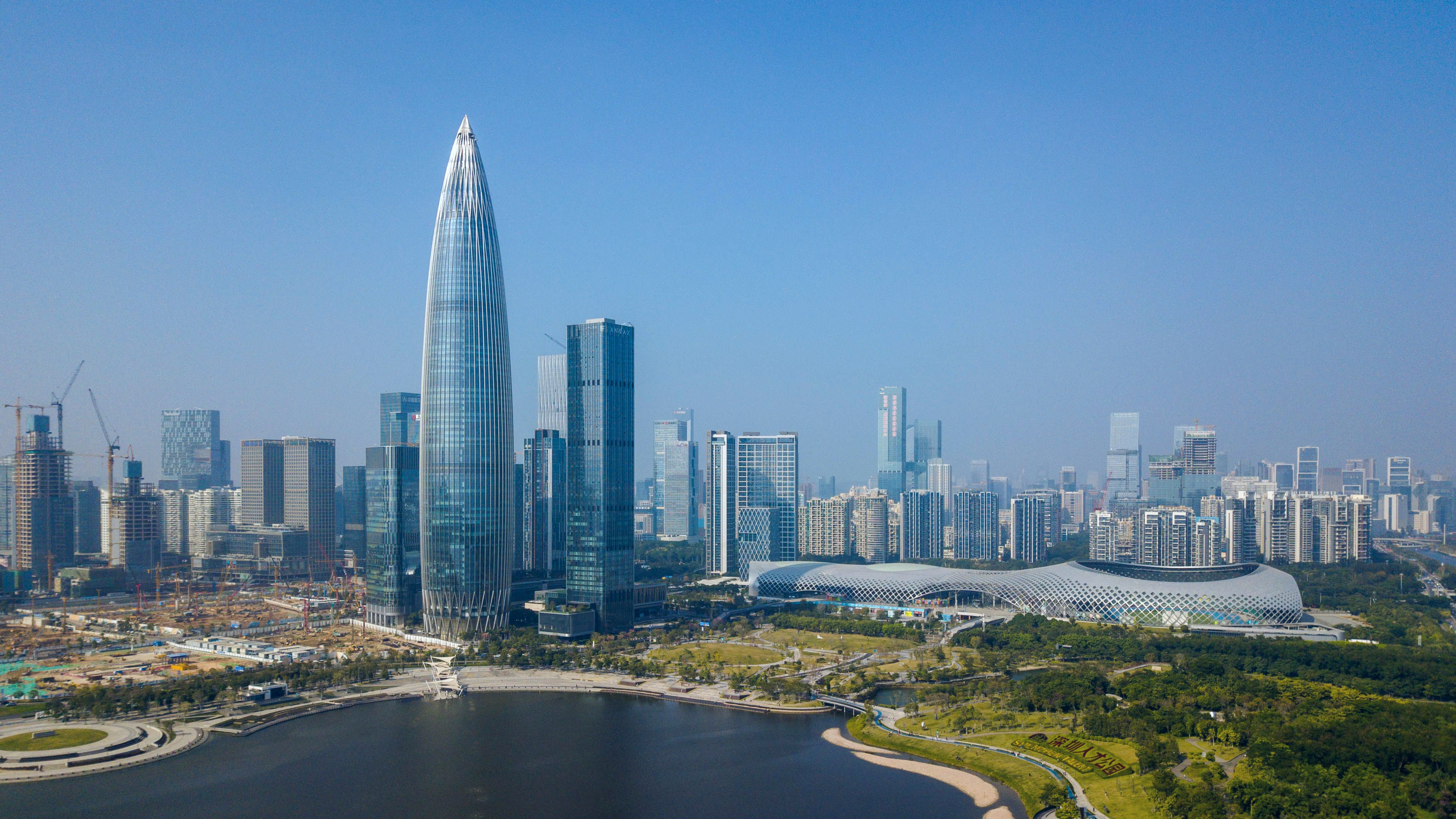
南山区のスカイライン
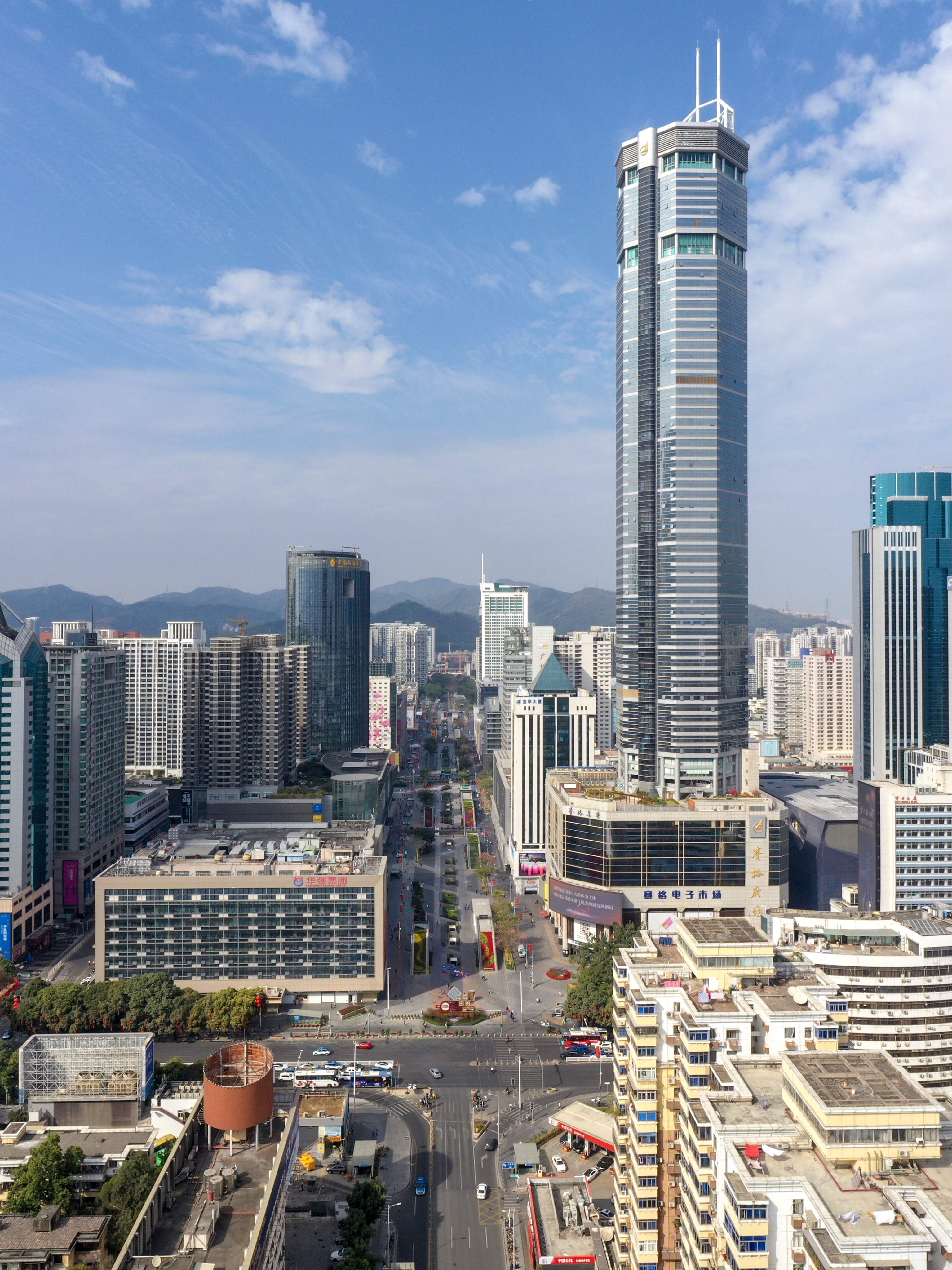
華強北
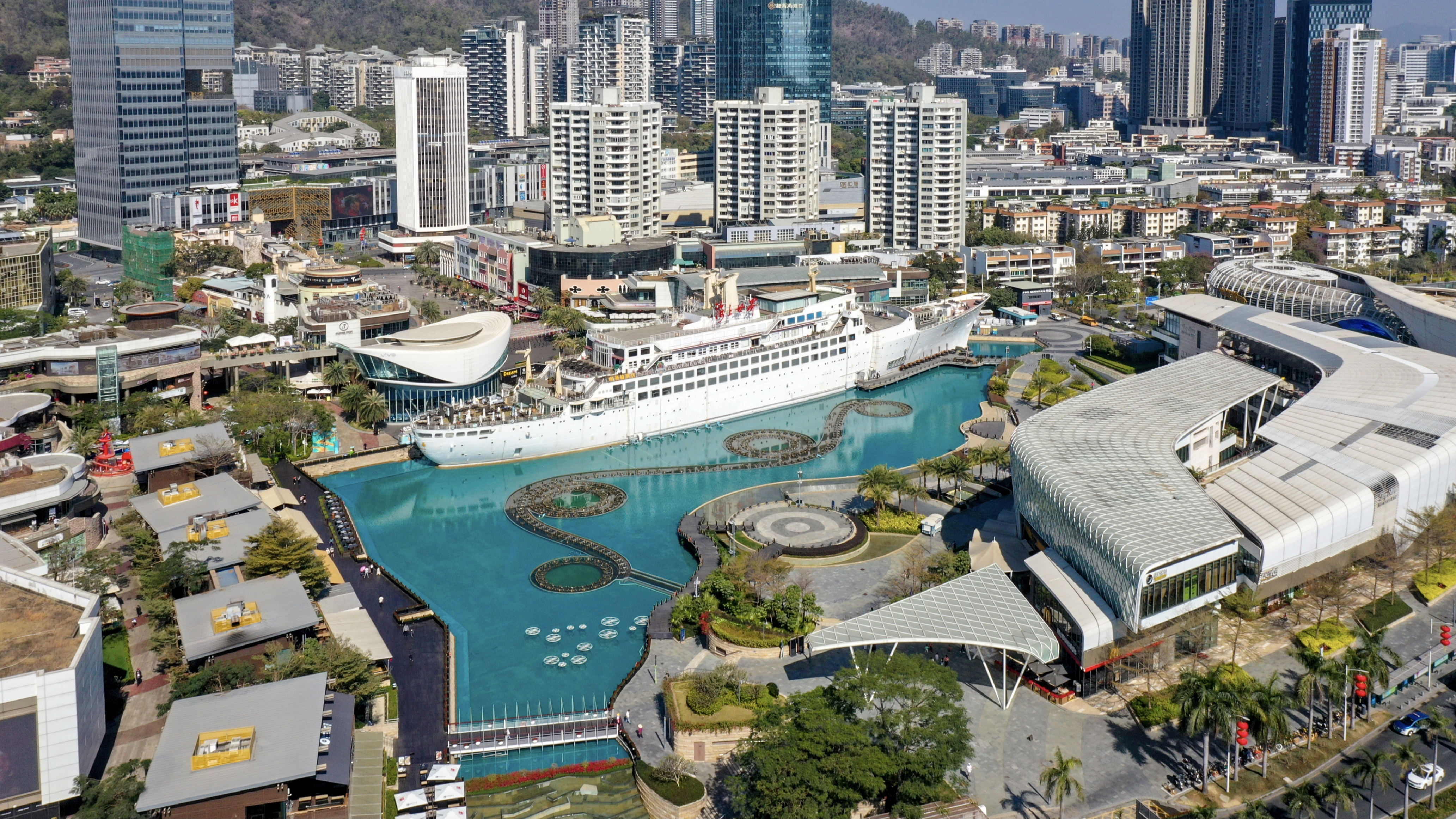
海上世界
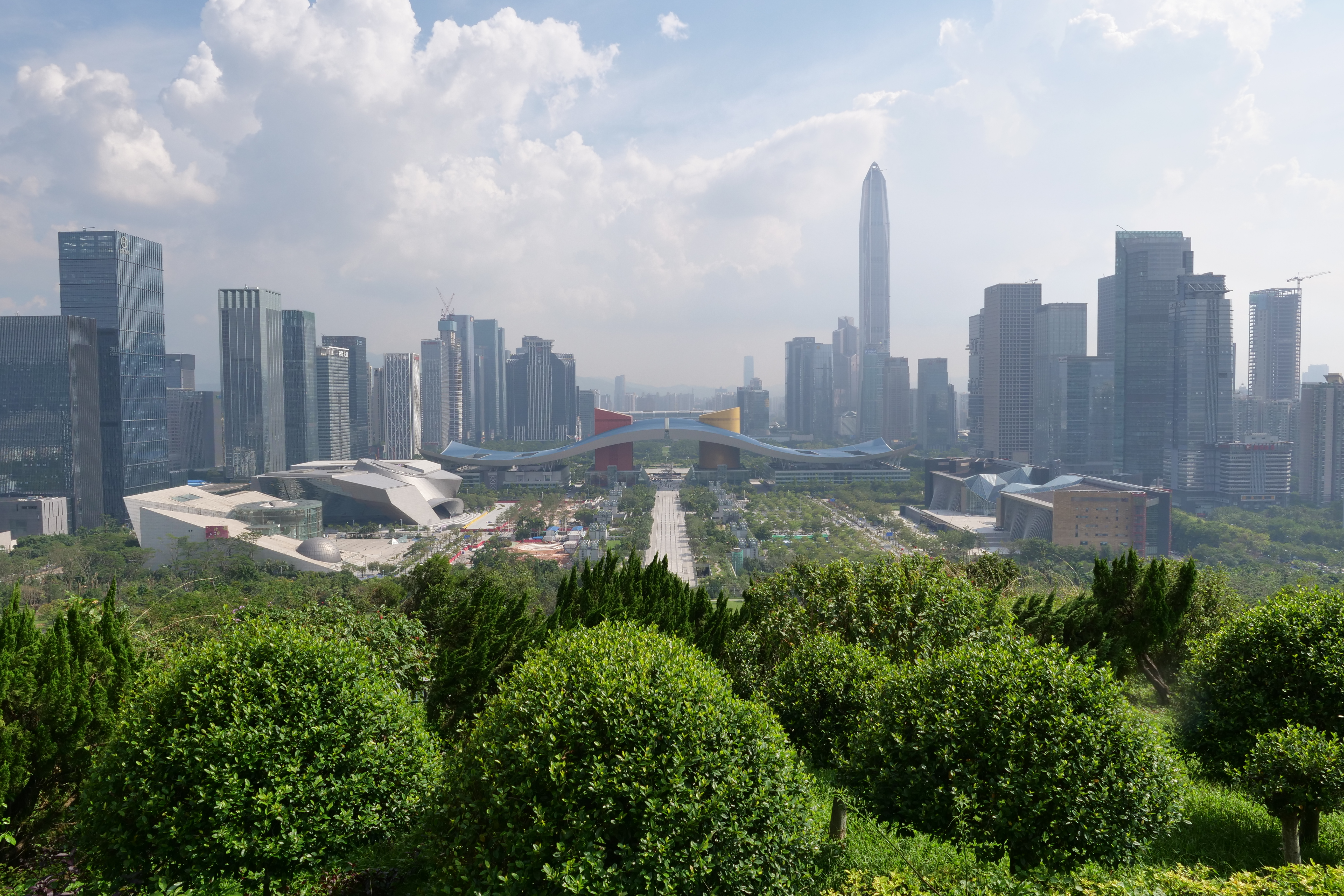
福田区中心部
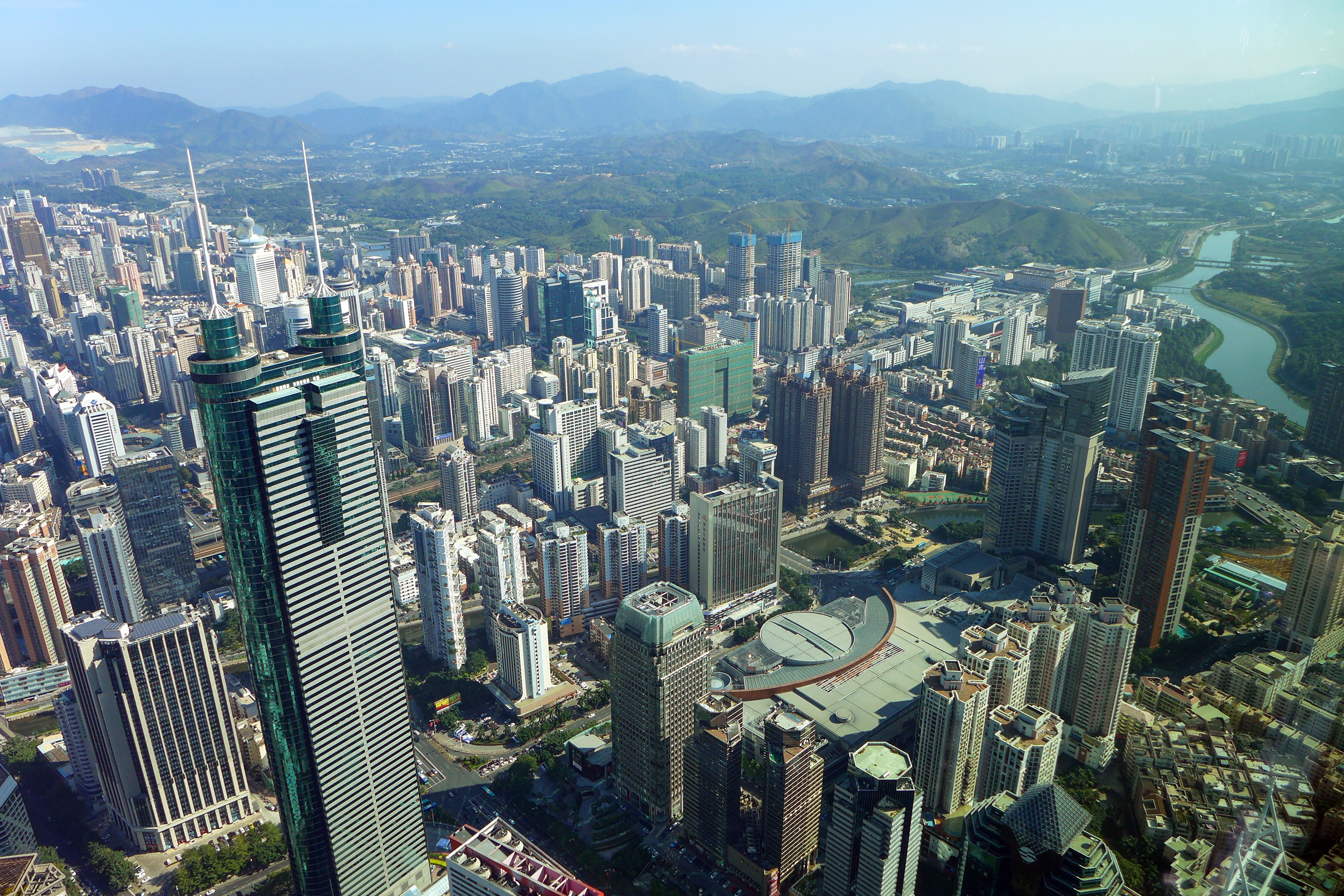
羅湖区
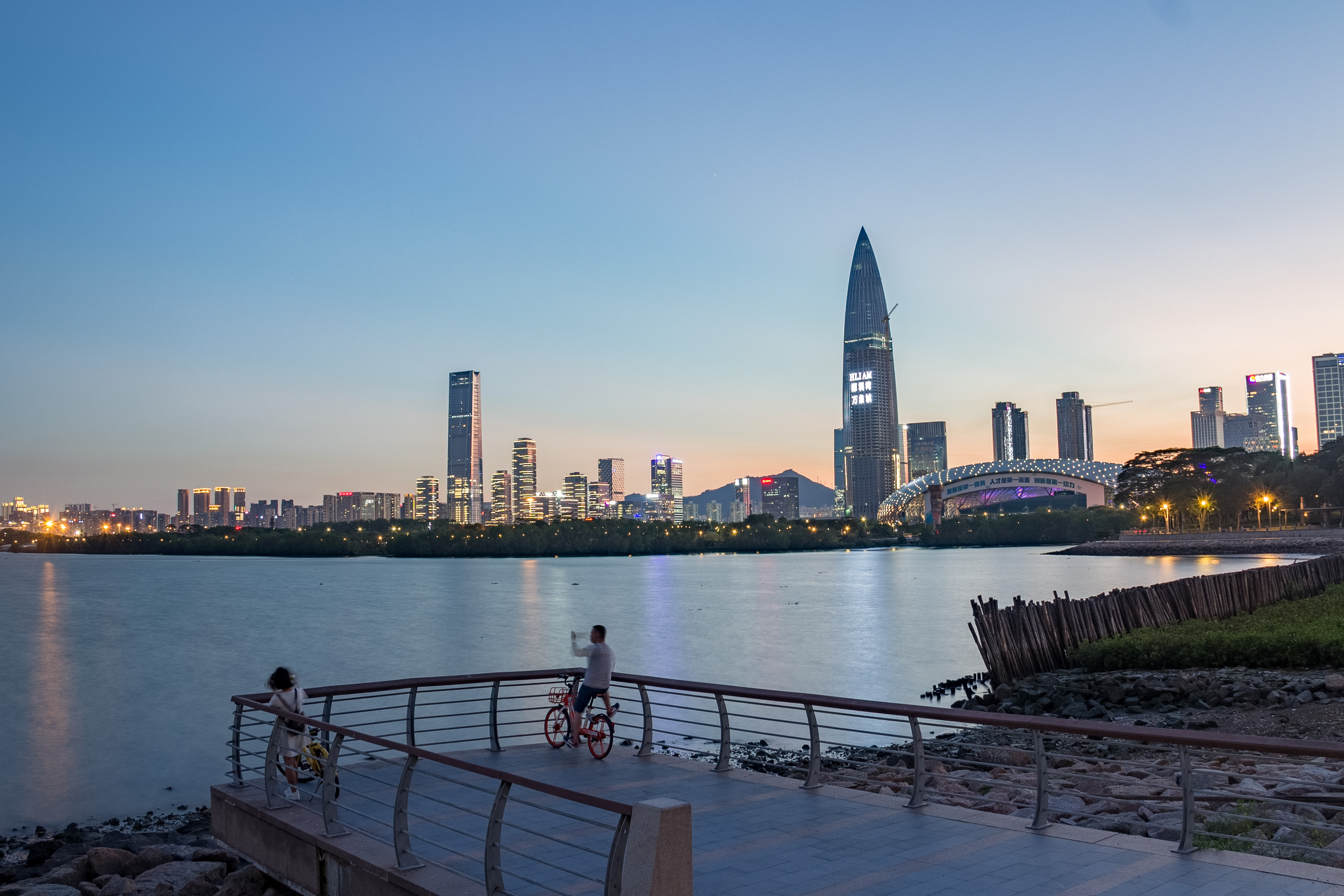
深圳湾
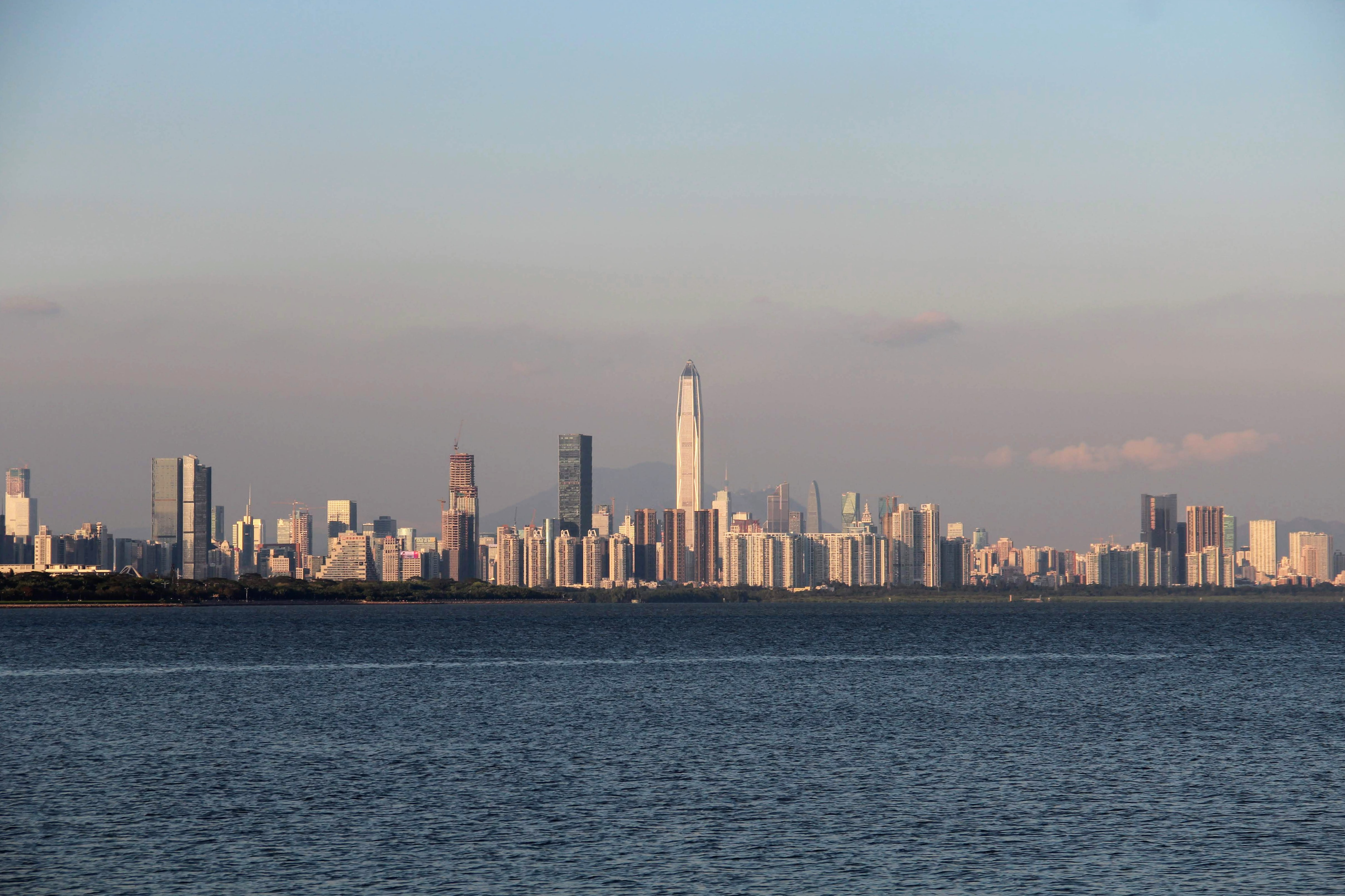
深圳湾から見た福田区のスカイライン
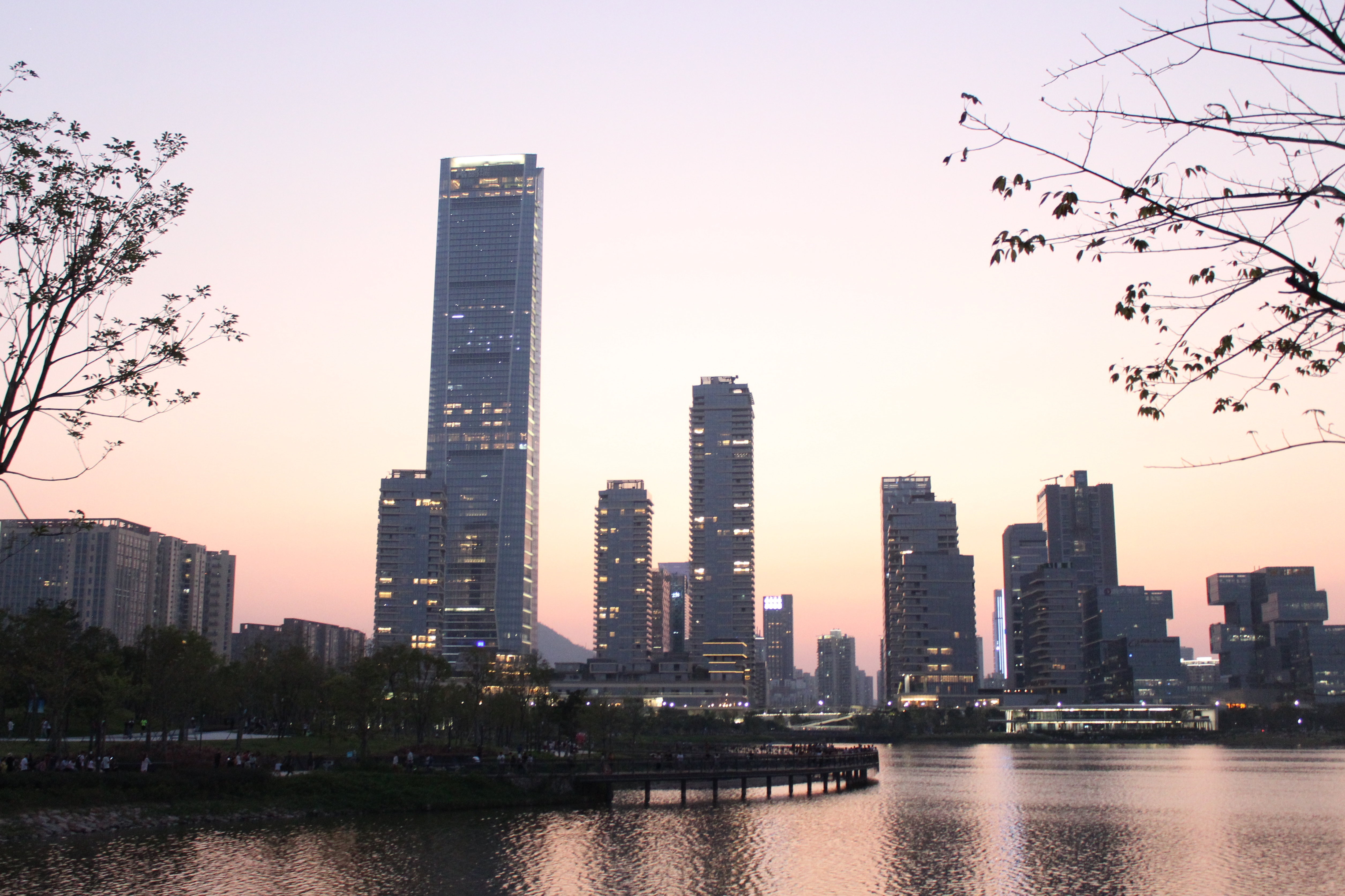
深圳湾から見た南山区のスカイライン4
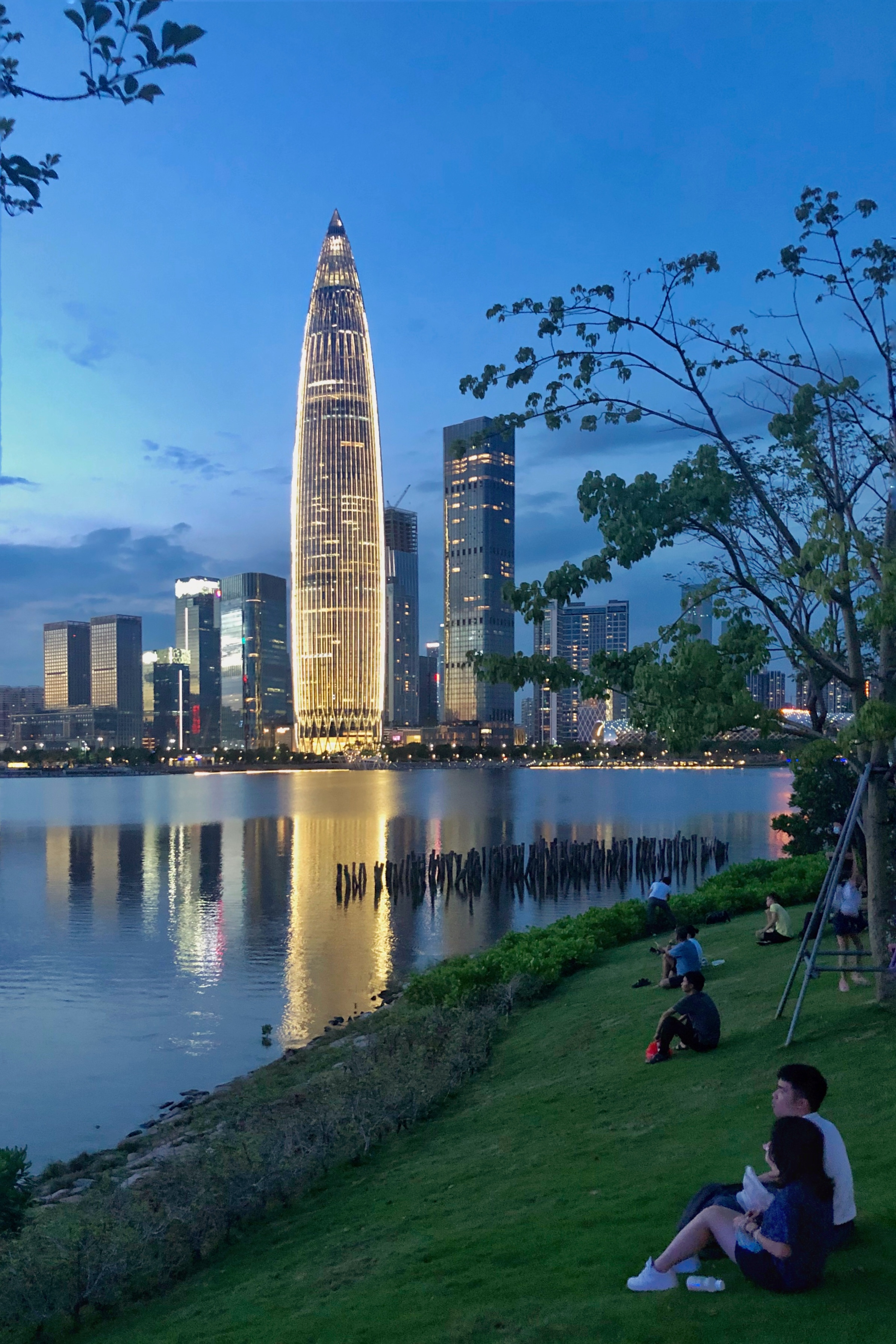
華潤大廈